# Jean-Ignace de La Ville
Jean-Ignace de La Ville (* 20. September 1702 in Bayonne; † 15. April 1774 in Versailles) war ein französischer römisch-katholischer Bischof, Diplomat und Mitglied der Académie française.

## Leben und Werk
Jean-Ignace de La Ville war der Sohn des Notars Jean de La Ville aus Sainte-Marie-de-Gosse. Er erfuhr eine Ausbildung bei den Jesuiten und trat in die Gesellschaft Jesu ein. Seitdem hieß er „abbé La Ville“. Er wurde Hauslehrer bei Gabriel-Jacques de Salignac La Mothe-Fénelon (1688–1746), seit 1724 französischer Botschafter in den Niederlanden und Herausgeber der gesammelten Werke seines Großonkels François Fénelon. La Ville verließ die Gesellschaft Jesu im Einvernehmen und trat für den Rest seines Lebens in den diplomatischen Dienst. Von 1745 bis 1749 (anfänglich unter Außenminister René Louis d’Argenson) war er (als Nachfolger von La Mothe-Fénelon) Botschafter Frankreichs in den Niederlanden. 1750 stieg er zum Premier commis au département politique auf, 1774 zum Directeur général des affaires étrangères.
La Ville trat 1740 mit einer erheblich erweiterten und verbesserten Neuauflage der Werke Fénelons an die Öffentlichkeit, die er mit einer Einführung von 130 Seiten versah. 1746 wurde er in die Académie française (Sitz Nr. 26) gewählt. 1755–1760 war er an Dokumentationen des Außenministeriums beteiligt, dies auch als Übersetzer aus dem Englischen.
1745–1757 war er Kommendatarabt der Abtei Saint-Junien in Nouaillé-Maupertuis, anschließend der Abtei Lessay. Die ihm 1748 noch übertragene Augustiner-Abtei Saint-Quentin in Beauvais überließ er dem zuständigen Bischof von Amiens. 1771 wurde er zum Lektor und Sekretär des Dauphin, des späteren Ludwig XVI., ernannt. Anfang 1774 wurde ihm das Titularbistum Tricomia übertragen, und er wurde am 10. April zum Bischof geweiht. 5 Tage später starb er im Alter von 71 Jahren.
Der Pastellist Jean-Baptiste Gilles, dit Colson (1686–1762) fertigte von ihm 1744 ein Porträt an, das 2019–2020 im Musée Lambinet in Versailles ausgestellt war.

## Werke (Auswahl)
- (Hrsg.) Œuvres spirituelles de feu Monseigneur François de Salignac de la Mothe-Fenelon. 4 Bde. ohne Ort 1740.
- (mit Étienne de Silhouette und Roland-Michel Barrin de La Galissonière) Mémoires des commissaires du Roi et de ceux de Sa Majesté britannique, sur les possessions et les droits respectifs des deux couronnes en Amérique. 4 Bde. 1755–1757.
- (Übersetzer) William Smith: État présent de la Pensilvanie. Brief view of the conduct of Pennsylvania, for the year 1755. Ohne Ort 1756. (mit Einleitung des Übersetzers)
- (Übersetzer) État présent des possessions de Sa Majesté Britannique en Allemagne. Paris 1760. (Widmung unterzeichnet mit L’Abbé de L. V***C. d. L.)